# چارچ پوینت (لوئیزیانا)
چارچ پوینت (به انگلیسی: Church Point) شهری در ایالت لوئیزیانا کشور ایالات متحده آمریکا است که جمعیت آن در سرشماری سال ۲۰۱۰ میلادی، ۴٬۵۶۰ نفر بوده‌است.